# Toyota TS050 Hybrid
O Toyota TS050 Hybrid  é um esporte protótipo LMP1 desenvolvido pela fabricante japonesa de automóveis Toyota para competir inicialmente no Campeonato Mundial de Endurance FIA WEC e as 24 Horas de Le Mans, como prova integrante do campeonato, em 2016 . Sucedendo o projeto de campanha da montadora, o Toyota TS040 Hybrid, o veículo foi o primeiro da montadora a entrar na categoria de carros de 8MJ em recuperação de energia. Participaram das provas com o TS050 Hybrid os ex-pilotos de Fórmula 1 Kazuki Nakajima, Fernando Alonso, Anthony Davidson, Kamui Kobayashi e Sébastien Buemi. O veículo foi campeão mundial de resistência da FIA temporada 2018-2019 com os pilotos Sébastien Buemi, Fernando Alonso e Kazuki Nakajima.  
Foi o segundo automóvel de competição japonês na história a obter uma vitória geral na clássica prova das 24 Horas de Le Mans, obtendo esta nas provas de 2018 , 2019  e 2020 . Também foi último veículo a vencer uma prova em Le Mans pela extinta classe LMP1, sendo sucedida pela nova classe Le Mans Hypercar, em 2021.  

## Desenvolvimento e especificações técnicas
Em resultado da perda de competitividade do Toyota TS040 para seus  concorrentes na temporada de 2015, a Toyota optara por desenvolver um novo carro para a temporada de 2016. Murata Hisatake, líder da equipe de desenvolvimento do carro, afirmara que "o TS050 Hybrid foi desenvolvido para vencer as 24 de Le Mans e todo o seu layout foi desenvolvido especificamente para isso", durante uma entrevista a uma revista japonesa .   
O protótipo introduziu o uso de baterias de íon-lítio  para armazenamento de energia no lugar de supercapacitores. Melhorias em aerodinâmica foram introduzidas com a modificação do bico do carro para o ajuste do fluxo do ar .  
O motor originalmente V8 de 3.7l biturbo fora substituído para o carro de 2016 por um motor V6 biturbo de 2,4l com potência combinada ao sistema híbrido com 1000cv de potência e ainda com duas unidades MGU motor-gerador Aisin/Denso para geração de potência extra nos eixos traseiro e dianteiro  tornando o carro AWD . Para temporada de 2017 foram introduzidos refinamentos no sistema híbrido e nos turbocompressores . 

## Histórico de corridas e pilotos do Toyota TS050 Hybrid

### Temporada de 2016
Após a aposentadoria de Alexander Wurz na equipe, o ex-piloto de Formula 1 Kamui Kobayashi foi promovido no seu lugar, saindo do cargo de piloto de testes da Toyota para o posto de titular na equipe, integrando-se ao carro n°6  junto dos pilotos Stéphane Sarrazin e Mike Conway. Kazuki Nakajima, Sebastian Buemi e Anthony Davidson formaram o mesmo trio da temporada anterior ingressando no carro n°5  . Na prova inaugural da temporada da FIA WEC 2016 em Silverstone, o TS050 Hybrid n°6 marca o tempo de 1'58.200 contra os 2'00.109 do carro n°5 , garantindo aos dois carros o 5° e 6° lugar após uma sessão de 20 minutos na chuva. Na corrida o Toyota n°6 ganha 4 posições ao terminar em 2° lugar atrás do carro da equipe Porsche, o 919 Hybrid, após a equipe Audi ser excluída do resultado final da prova das 6h de Silverstone por ter cometido uma infração no regulamento da FIA durante uma inspeção pós-corrida. O TS050 Hybrid marcou apenas a única vitória da temporada nas 6h de Fuji com o carro n°6 de Kamui Kobayashi, Stephane Sarrazin e Mike Conway. A equipe conquistou o 3° lugar no mundial de montadoras atingindo 229 pontos com os dois carros durante toda a temporada.

#### 24 Horas de Le Mans de 2016
Na qualificação da 84ª edição das 24 Horas de Le Mans o Toyota n°6  larga em 3° lugar após completar uma volta em 3'20.737 enquanto o n°5 garantiu o 4° lugar com uma volta de 3'21.903 . As 24 Horas de Le Mans de 2016 começaram com chuva forte e fizeram com que o safety car ficasse na pista por mais de 50 minutos até a largada. Nos minutos finais da prova, um defeito no conector da linha de ar entre o turbo e o intercooler do carro ,  fez o Toyota TS050 Hybrid  n°5 de Kazuki Nakajima perder potência durante a penúltima volta parando no grid de largada antes de iniciar a ultima volta da corrida no encerramento das 24h. O resultado frustra a montadora japonesa em conquistar sua primeira vitória na prova francesa.                                                                

### Temporada de 2017
Na temporada de 2017, a Toyota inscreveu dois TS050 Hybrid para a categoria LMP1 que competiram durante todo o Campeonato de Endurance FIA WEC 2017. Além disso, um terceiro carro foi introduzido nas 6 Horas de Spa-Francorchamps e nas 24 Horas de Le Mans deste ano . Por conta disso, três novos pilotos foram anunciados pela equipe, José María López integrou a equipe do terceiro carro na sua primeira prova do campeonato em Le Mans, e, substituiu Stéphane Sarrazin, ao lado Mike Conway e Kamui Kobayashi já confirmados no carro nº7, para o restante do campeonato . Kazuki Nakajima, Sebastian Buemi e Anthony Davidson formaram o mesmo trio da temporada anterior com carro. Anthony Davidson foi substituído por Stéphane Sarrazin em apenas uma prova . Yuji Kunimoto e Nicolas Lapierre formaram a equipe restante do terceiro carro na prova francesa. A estreia do TS050 Hybrid se deu no prólogo do Autodromo Nazionale di Monza na Itália no dia 1 de abril.
A primeira corrida da temporada de 2017 do WEC ocorreu no Circuito de Silverstone, Inglaterra, durante os dias 14, 15 e 16 de abril, em que a equipe obteve os melhores tempos  nos treinos livres  e na qualificação , conquistando assim os dois primeiros lugares no grid da corrida, com a primeira pole position desde a temporada de 2014 . O carro n°7 TS050 liderou a corrida em seu início mas uma derrapagem na curva "Copse" da pista de Silverstone colidiu o carro em uma barreira de pneus enquanto o mesmo era pilotado por José María López. O argentino José María López foi encaminhado ao hospital de Northampton, no Reino Unido devido a gravidade do acidente e ao protocolo médico da FIA . Sébastien Buemi ultrapassou Brendon Hartley em seu seu Porsche 919 Hybrid para a primeira vitória do TS050 Hybrid em 2017 . Nas 24 Horas de Le Mans de 2017 a equipe havia inscrito três carros como prometido. Durante a prova a equipe japonesa enfrentou diversos problemas com seus TS050, levando ao pitstop com quatro horas e meia o carro de Sebastian Buemi e o abandono quase simultâneo dos carros de Kamui Kobayashi, com problemas na embreagem, e de Yuji Kunimoto por uma colisão com um carro LMP2 . A equipe terminou a prova com apenas a 8º colocação geral. Entretanto, o Toyota TS050 Hybrid com Kamui Kobayashi marcou o tempo recorde do Circuito de La Sarthe  de 3:14.791 durante uma sessão de qualificação, sendo a volta mais rápida no circuito desde a colocação de chicanes na reta Mulsanne em 1990.

### Temporada de 2018-2019
Para a temporada Anthony Davidson foi substituído pelo piloto de Fórmula 1 Fernando Alonso que integrou a equipe para uma temporada completa simultânea ao campeonato de Fórmula 1 de 2018  junto de Sebastian Buemi e Kazuki Nakajima. José María López, Kamui Kobayashi e Mike Conway reeditaram o trio da temporada passada.  Nas 24 Horas de Le Mans de 2018, a Toyota se tornou o segundo fabricante de automóveis japonês a vencer as 24 Horas de Le Mans depois da Mazda em 1991 com o Mazda 787B, com a Toyota marcando a 1° e 2º colocação geral . A equipe repetiu novamente em 2019 a vitória em Le Mans com a mesma dupla de pilotos em 2019. Apesar de aplicada uma restrição de equivalência de tecnologia (EoT) nas provas finais do ano de 2019, em questão de equivalência de desempenho com os protótipos LMP1 não híbridos que passaram a integrar a mesma categoria dos carros da montadora japonesa o TS050 Hybrid obteve o título da temporada sagrando a montadora japonesa pela segunda vez campeã do campeonato mundial de resistência FIA WEC de construtores e de pilotos com Sebastian Buemi, Kazuki Nakajima e Fernando Alonso obtendo a conquista. 

### Temporada de 2019-2020
A equipe manteve suas duplas da temporada passada apenas com a substituição do espanhol Fernando Alonso pelo ex-piloto de Fórmula 1 Brendon Hartley que competirá a temporada completa. Devido as restrições de equivalência de tecnologia os TS050 Hybrid obtiveram dificuldades em se manter competitivos  mantendo-se abaixo do ritmo contra o os LMP1 modelo R13 da equipe Rebellion em algumas provas. A montadora japonesa obteve a terceira vitória em Le Mans em 2020. O trio Mike Conway, José Maria Lopez e Kamui Kobayashi foram os campeões da temporada 2019-2020 do campeonato de endurance da FIA WEC pela categoria LMP1 .

## Toyota TS050 Hybrid: Resultados no Campeonato Mundial de Endurance FIA WEC
Resultados em negrito indicam  pole position. Resultados em itálico indicam volta mais rápida. O fundo rosa indicam a entrada do terceiro carro com pontos de fabricante atribuídos apenas em Le Mans.
| Temporada | Equipe              | Classe | Pilotos           | N° | 1   | 2   | 3   | 4   | 5   | 6   | 7   | 8   | 9   | Pontos | Classificação geral |
| --------- | ------------------- | ------ | ----------------- | -- | --- | --- | --- | --- | --- | --- | --- | --- | --- | ------ | ------------------- |
| 2016      | Toyota Gazoo Racing | LMP1-H |                   |    | SIL | SPA | LMN | NÜR | MEX | COA | FUJ | SHA | BHR | 229    | 3°                  |
| 2016      | Toyota Gazoo Racing | LMP1-H | Sébastien Buemi   | 5  | 16  | 17  | NC  | 5   | Ret | 5   | 4   | 3   | 4   | 229    | 3°                  |
| 2016      | Toyota Gazoo Racing | LMP1-H | Anthony Davidson  | 5  | 16  | 17  | NC  | 5   | Ret | 5   | 4   | 3   | 4   | 229    | 3°                  |
| 2016      | Toyota Gazoo Racing | LMP1-H | Kazuki Nakajima   | 5  | 16  | 17  | NC  | 5   | Ret | 5   | 4   | 3   | 4   | 229    | 3°                  |
| 2016      | Toyota Gazoo Racing | LMP1-H | Mike Conway       | 6  | 2   | Ret | 2   | 6   | 3   | 3   | 1   | 2   | 5   | 229    | 3°                  |
| 2016      | Toyota Gazoo Racing | LMP1-H | Stéphane Sarrazin | 6  | 2   | Ret | 2   | 6   | 3   | 3   | 1   | 2   | 5   | 229    | 3°                  |
| 2016      | Toyota Gazoo Racing | LMP1-H | Kamui Kobayashi   | 6  | 2   | Ret | 2   | 6   | 3   | 3   | 1   | 2   | 5   | 229    | 3°                  |
| 2017      | Toyota Gazoo Racing | LMP1   |                   |    | SIL | SPA | LMN | NÜR | MEX | COA | FUJ | SHA | BHR | 286.5  | 2°                  |
| 2017      | Toyota Gazoo Racing | LMP1   | Mike Conway       | 7  | 23  | 2   | Ret | 3   | 4   | 4   | 2   | 4   | 4   | 286.5  | 2°                  |
| 2017      | Toyota Gazoo Racing | LMP1   | Kamui Kobayashi   | 7  | 23  | 2   | Ret | 3   | 4   | 4   | 2   | 4   | 4   | 286.5  | 2°                  |
| 2017      | Toyota Gazoo Racing | LMP1   | José María López  | 7  | 23  |     |     | 3   | 4   | 4   | 2   | 4   | 4   | 286.5  | 2°                  |
| 2017      | Toyota Gazoo Racing | LMP1   | Stéphane Sarrazin | 7  |     |     | Ret |     |     |     |     |     |     | 286.5  | 2°                  |
| 2017      | Toyota Gazoo Racing | LMP1   | Sébastien Buemi   | 8  | 1   | 1   | 8   | 4   | 3   | 3   | 1   | 1   | 1   | 286.5  | 2°                  |
| 2017      | Toyota Gazoo Racing | LMP1   | Kazuki Nakajima   | 8  | 1   | 1   | 8   | 4   | 3   | 3   | 1   | 1   | 1   | 286.5  | 2°                  |
| 2017      | Toyota Gazoo Racing | LMP1   | Anthony Davidson  | 8  | 1   | 1   | 8   | 4   | 3   |     | 1   | 1   | 1   | 286.5  | 2°                  |
| 2017      | Toyota Gazoo Racing | LMP1   | Stéphane Sarrazin | 8  |     |     |     |     |     | 3   |     |     |     | 286.5  | 2°                  |
| 2017      | Toyota Gazoo Racing | LMP1   | Nicolas Lapierre  | 9  |     | 5   | Ret |     |     |     |     |     |     | 286.5  | 2°                  |
| 2017      | Toyota Gazoo Racing | LMP1   | Yuji Kunimoto     | 9  |     | 5   | Ret |     |     |     |     |     |     | 286.5  | 2°                  |
| 2017      | Toyota Gazoo Racing | LMP1   | Stéphane Sarrazin | 9  |     | 5   |     |     |     |     |     |     |     | 286.5  | 2°                  |
| 2017      | Toyota Gazoo Racing | LMP1   | José María López  | 9  |     |     | Ret |     |     |     |     |     |     | 286.5  | 2°                  |
| 2018–19   | Toyota Gazoo Racing | LMP1   |                   |    | SPA | LMN | SIL | FUJ | SHA | SEB | SPA | LMN |     | 216    | 1º                  |
| 2018–19   | Toyota Gazoo Racing | LMP1   | Mike Conway       | 7  | 2   | 2   | DSQ | 1   | 1   | 2   | 6   | 2   |     | 216    | 1º                  |
| 2018–19   | Toyota Gazoo Racing | LMP1   | Kamui Kobayashi   | 7  | 2   | 2   | DSQ | 1   | 1   | 2   | 6   | 2   |     | 216    | 1º                  |
| 2018–19   | Toyota Gazoo Racing | LMP1   | José María López  | 7  | 2   | 2   | DSQ | 1   | 1   | 2   | 6   | 2   |     | 216    | 1º                  |
| 2018–19   | Toyota Gazoo Racing | LMP1   | Fernando Alonso   | 8  | 1   | 1   | DSQ | 2   | 2   | 1   | 1   | 1   |     | 216    | 1º                  |
| 2018–19   | Toyota Gazoo Racing | LMP1   | Sébastien Buemi   | 8  | 1   | 1   | DSQ | 2   | 2   | 1   | 1   | 1   |     | 216    | 1º                  |
| 2018–19   | Toyota Gazoo Racing | LMP1   | Kazuki Nakajima   | 8  | 1   | 1   | DSQ | 2   | 2   | 1   | 1   | 1   |     | 216    | 1º                  |
| 2019-20   | Toyota Gazoo Racing | LMP1   |                   |    | SIL | FUJ | SHA | BHR | COA | SPA | LMN | BHR |     | 241    | 1°                  |
| 2019-20   | Toyota Gazoo Racing | LMP1   | Mike Conway       | 7  | 1   | 2   | 3   | 1   | 3   | 1   | 3   | 1   |     | 241    | 1°                  |
| 2019-20   | Toyota Gazoo Racing | LMP1   | Kamui Kobayashi   | 7  | 1   | 2   | 3   | 1   | 3   | 1   | 3   | 1   |     | 241    | 1°                  |
| 2019-20   | Toyota Gazoo Racing | LMP1   | José María López  | 7  | 1   | 2   | 3   | 1   | 3   | 1   | 3   | 1   |     | 241    | 1°                  |
| 2019-20   | Toyota Gazoo Racing | LMP1   | Brendon Hartley   | 8  | 2   | 1   | 2   | 2   | 2   | 2   | 1   | 2   |     | 241    | 1°                  |
| 2019-20   | Toyota Gazoo Racing | LMP1   | Sébastien Buemi   | 8  | 2   | 1   | 2   | 2   | 2   | 2   | 1   | 2   |     | 241    | 1°                  |
| 2019-20   | Toyota Gazoo Racing | LMP1   | Kazuki Nakajima   | 8  | 2   | 1   | 2   | 2   | 2   | 2   | 1   | 2   |     | 241    | 1°                  |

| Abreviação | Prova                            |
| SIL        | 6 Horas de Silverstone           |
| SPA        | 6 Horas de Spa-Francorchamps     |
| LMN        | 24 Horas de Le Mans              |
| NÜR        | 6 Horas de Nürburgring           |
| MEX        | 6 Horas do Mexico                |
| COA        | 6 Horas do Circuito das Americas |
| FUJ        | 6 Horas de Fuji                  |
| SHA        | 6 Horas de Xangai                |
| BHR        | 6 e 8 Horas do Bahrein           |

## Galeria de fotos do Toyota TS050 Hybrid

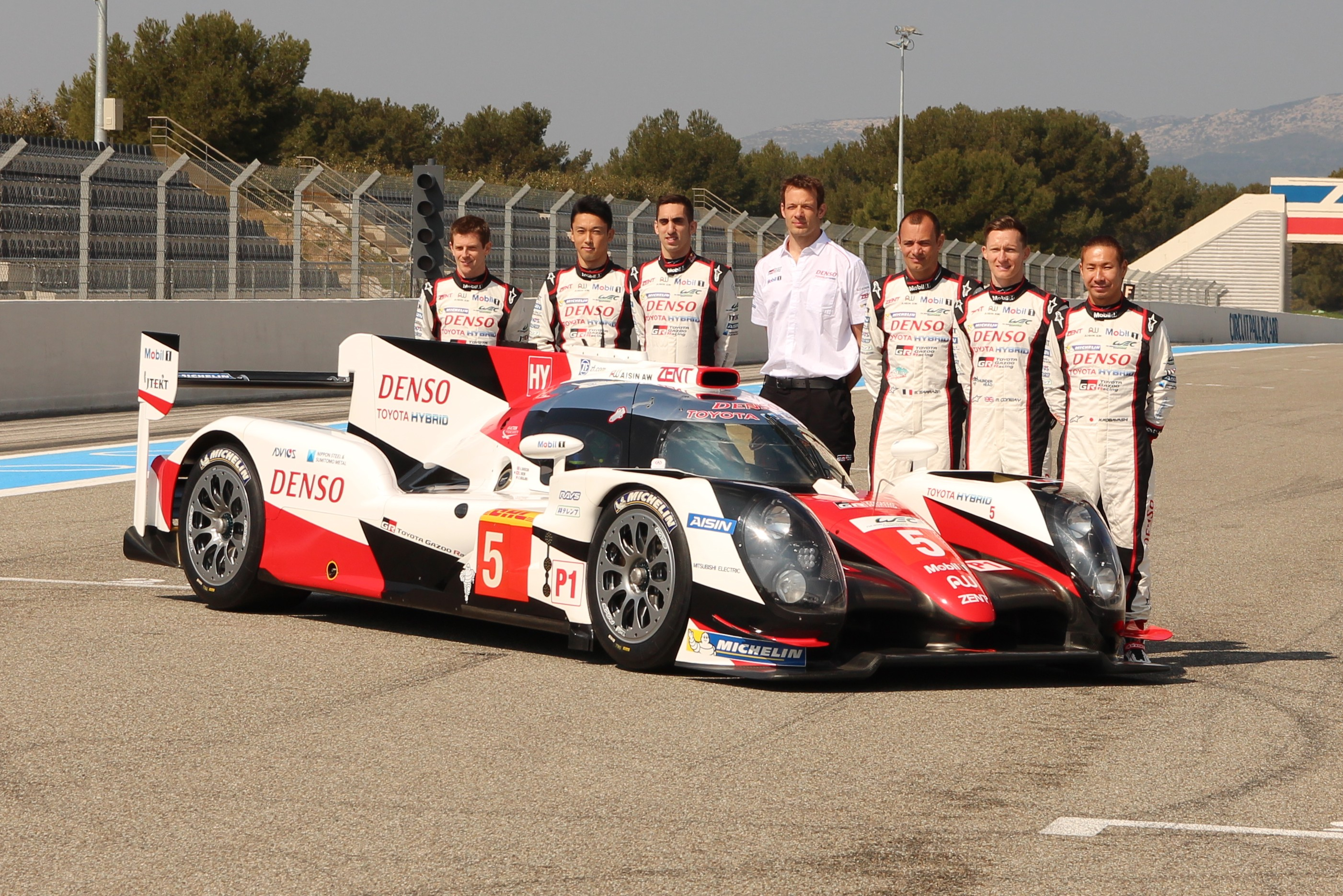
Toyota TS050 Hybrid nº5 e pilotos no circuito Paul Ricard.
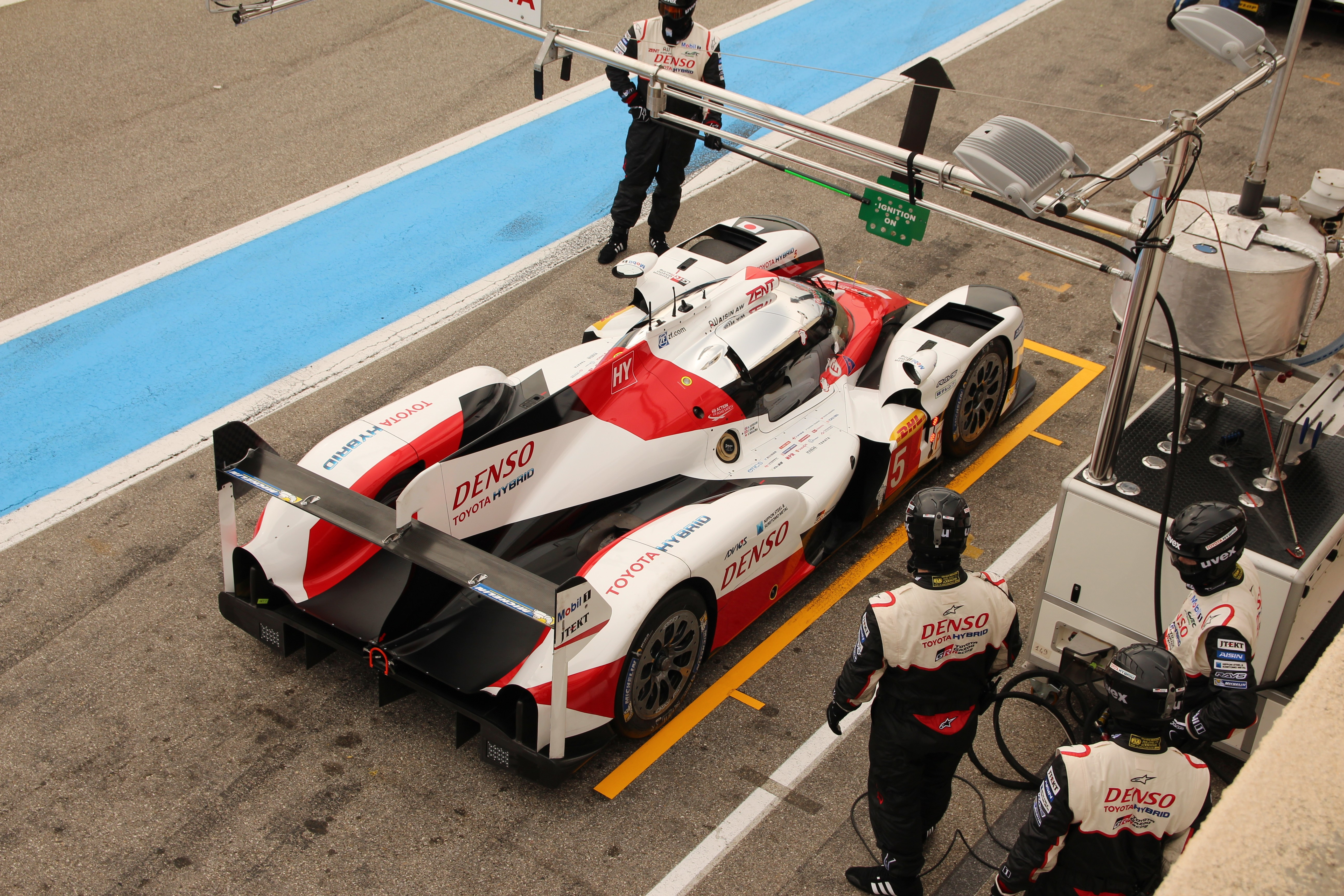
Toyota TS050 Hybrid nº5 durante testes no circuito de Paul Ricard, na França
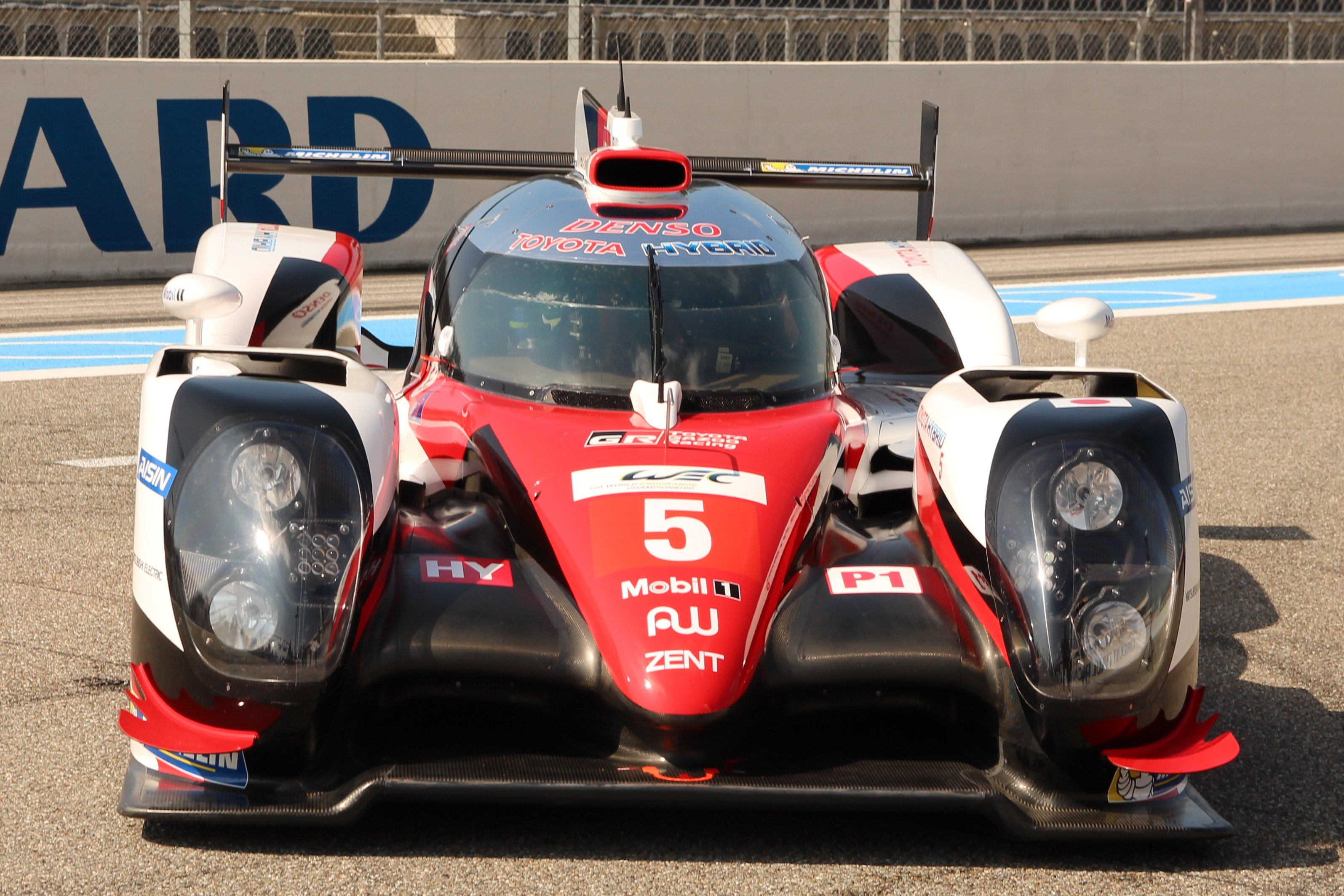
Toyota TS050 Hybrid (frente)
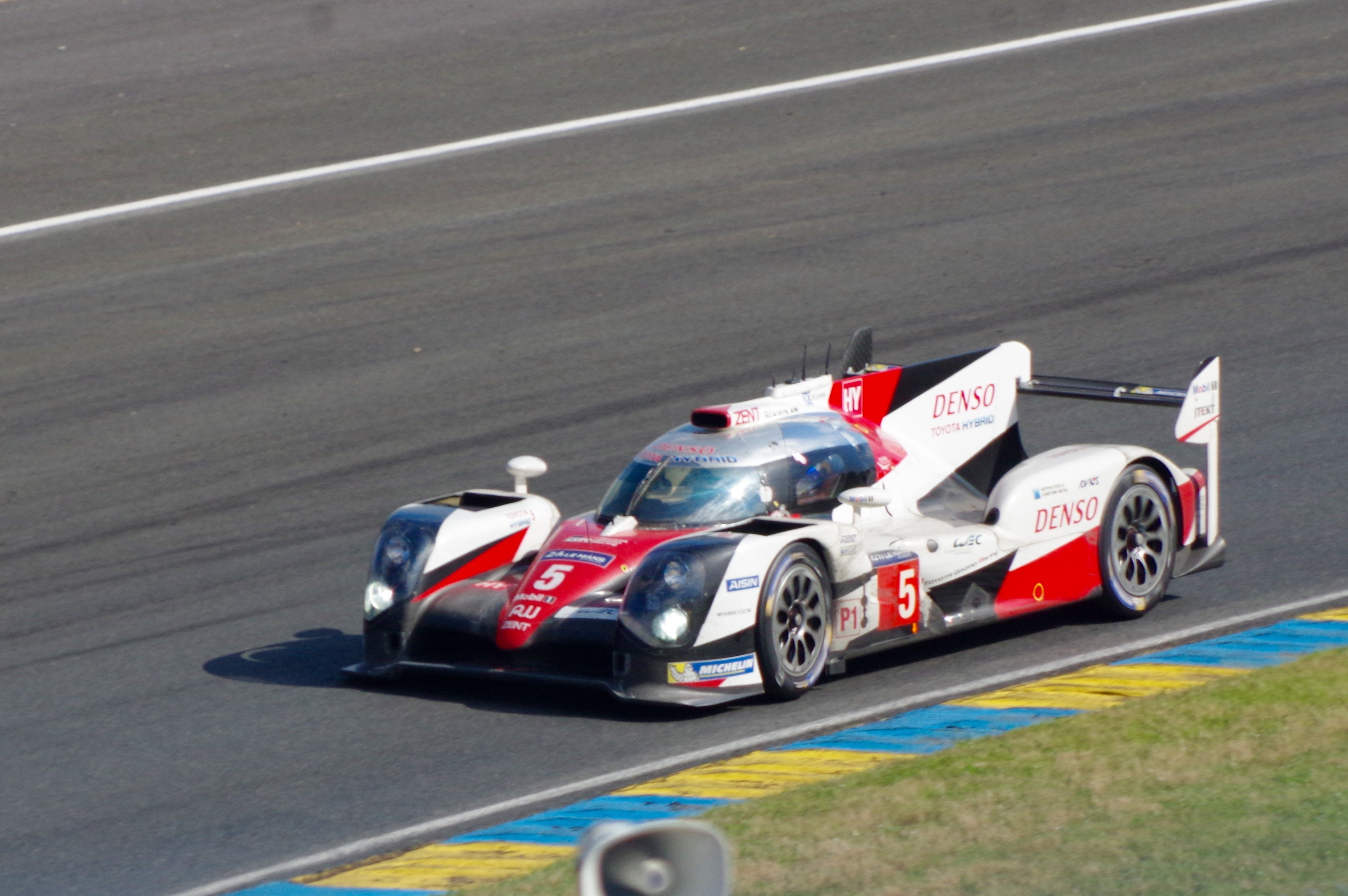
Toyota TS050 Hybrid n°5 durante as 24 Horas de Le Mans de 2016
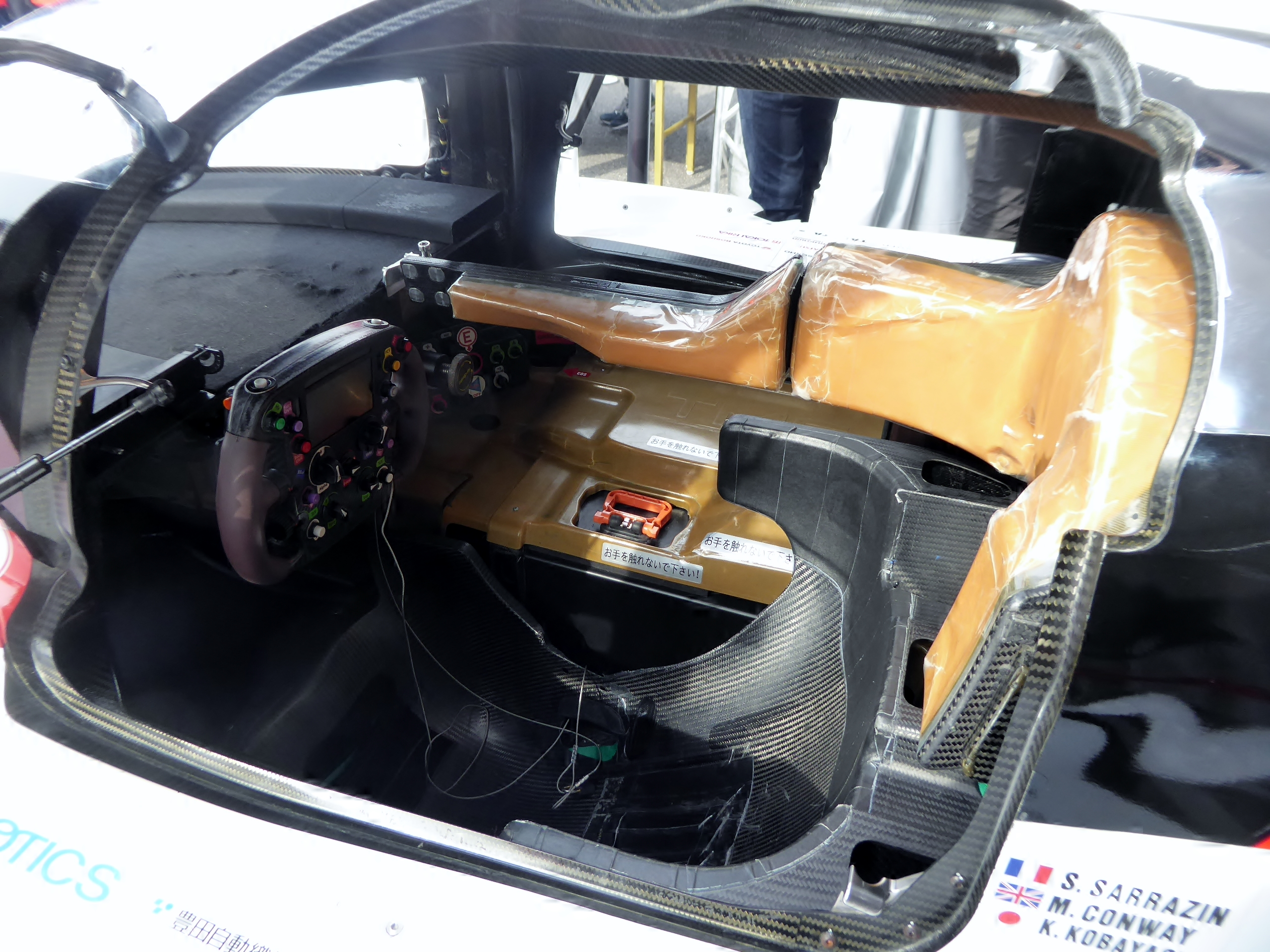
Cockpit do Toyota TS050 nº6.